# Sebbe
Sebbe ist ein schwedisches Filmdrama von Babak Najafi aus dem Jahr 2010.

## Handlung
Sebastian Hallin, genannt Sebbe, wird in der Schule von seinen Mitschülern, insbesondere von seinem Nachbarn Kenny, als Schwuchtel beschimpft, drangsaliert und verprügelt. Daher zieht er sich immer mehr zurück und kommt immer mal wieder zu spät zur Schule. Seinen Rückzugsort findet er in der Bastelei mit Technik, denn auch sein Zuhause ist eher schwierig, da seine alleinerziehende Mutter kaum Geld verdient, sich und ihren Sohn zu versorgen, sie ihren Frust im Alkohol ertränkt und ihren Sohn immer mal wieder als „undankbaren Braten“ bezeichnet.
Zu seinem 15. Geburtstag wünscht sich Sebbe nichts sehnlicher als ein Motorrad, weswegen er sich mit zusammengesammeltem Schrott aus einem Fahrrad ein eigenes Motorrad zusammenbastelt. Eva hingegen fühlt sich schlecht, dass sie kein Geld hat, um ihrem Sohn ein Geschenk zu machen, weswegen sie eine gute Winterjacke, welche sie im Gemeinschaftswaschraum des Wohnhauses findet, als Geschenk verpackt und Sebbe überreicht. Dieser ist überglücklich und trägt diese Jacke stolz in der Schule, doch unglücklicherweise ist es die Jacke seines Nachbarn und Peinigers Kenny, der ihn vor versammelter Schule als Dieb bloßstellt.
Doch es kommt noch schlimmer, denn nachdem sich Sebbe für seine Mutter bei Kenny entschuldigen wollte, lehnt dieser es ab und verpetzt dies bei seiner Mutter, die Eva anschließend ebenfalls als Diebin bloßstellt. Das macht Eva dermaßen wütend, dass sie ihren Frust an Sebbe auslässt und ihn aus dem Haus schmeißt, denn als Diebin und alleinerziehende Mutter hätte sie versagt, sodass Sebbe, den sie nie haben wollte und für den sie nie ihr Leben hat aufgeben wollen, verschwinden müsse. Doch Sebbe will nicht und muss entsetzt feststellen, dass er nicht nur in der Schule fertig gemacht wird, sondern auch kein Zuhause mehr hat, sodass er zum Bergwerk fährt, sich Dynamit klaut und sein technisches Verständnis nutzt, um sich eine Bombe zu bauen, die er in der Schule einsetzen will.
Aber zuvor telefoniert er mit seiner Mutter und entschuldigt sich bei ihr für seine Existenz und dass sie für ihn hat ihr Leben aufgeben müssen. Eva weiß sofort, dass etwas nicht stimmt und bittet ihren Sohn, nach Hause zu kommen, doch dieser geht mit seinem Sprengstoff in seine Klasse, packt ihn aus und sieht in die teilweise unschuldigen ängstlichen Gesichter seiner Mitschüler. Seine Lehrerin geht sofort auf ihn zu, spricht ihn an und meint, dass man jedes Problem lösen könnte. Aber Sebbe hat selbst Angst bekommen und ergreift die Flucht.
Anschließend sitzt er mit seiner Mutter in einem Café und sie erzählt ihm unter Tränen, dass sie sich nicht mehr um ihn kümmern könnte, sodass er sich jemand neuen suchen müsste. Beide gehen fort und Sebbe meint zu seiner Mutter, dass er später nachkommen wird, da er vorher noch etwas erledigen müsste. Und so reist er aus und verlässt seine Mutter.

## Kritik
„Es habe eine lange Zeit gedauert“, meinte Jeanette Gentele in der schwedischen Tageszeitung Svenska Dagbladet, bis sie ein so „nacktes und überempfindliches Spiel, [welches] so ruhig und gebunden, und doch so ausdrucksstark [ist], wo die Körpersprache für sich spricht“ wieder in einem Film sehen konnte. Diese „klasse Geschichte“ sei trotz des „schweren Inhalts nicht enttäuschend“ und bekäme dank eines aufwändigen Soundtracks eine „zusätzliche emotionale Dimension“.
Diese „schwedische Vorstadttragödie mit hoher visueller Klasse“ sei „hart, grau und schrecklich für Sebbe“, meinte Helena Lindblad in der schwedischen Tageszeitung Dagens Nyheter. In dieser „irrationalen Beziehung“ zwischen Mutter und Sohn sei, insbesondere wegen der Misshandlungen, das „herzzerreißendste [die] unerschütterliche Loyalität Sebbes zu seiner Mutter“.
Ronnit Hasson gab dem Film in der schwedischen Boulevardzeitung Expressen 4 Sterne und meinte, dass der unerfahrene Sebastian Hiort af Ornäs in seinem Schauspieldebüt ein „empathisches und hartes Portrait Sebbes zeichne“. Auch die wechselhafte Mutter-Sohn-Beziehung zeige „Hitze, Verletzlichkeit und Wut“, die von dem Regisseur Najafi mit der „Verschiebung der Umstände mit Kraft und Einsicht“ gezeigt werden.

## Hintergrund
- Laut eigener Aussage wollte Najafi als Regisseur mit Migrationshintergrund unbedingt vermeiden einen Film über Migranten und Ausländer zu drehen.[4]
- Najafis Intention der Geschichte lag darin, zu zeigen, dass es in einem Land wie Schweden „schwieriger ist arm zu sein als in einem armen Land“.[5]
- Der Film wurde innerhalb von 40 Tagen in Göteborg gedreht.[6]
- Obwohl ein Drehbuch existierte und ebenfalls Dialogzeilen vorhanden waren, sind die meisten Gespräche im Film während des Drehs improvisiert worden.[7]
- Viele der Jugenddarsteller sind mit dem Hauptdarsteller Sebastian Hiort af Ornäs befreundet. So ist Kenny Wåhlbrink, der Sebbes größten Peiniger spielt, seit über 10 Jahren sehr eng mit Sebastian befreundet.[7]

## Soundtrack
1. Tiger Lou – A Partial Print
2. Taken by Trees – To Lose Someone
3. Taken by Trees: Only Yesterday
4. Tape – Leafed Hands
5. Tape – Moth Wings
6. Laleh – Forgive But Not Forget
7. James Blackshaw: Echo and Abyss
8. Le Coducteur: Amores perros
9. Moderat: A New Error
10. Matti Bye: Sebbes pianotema
11. Ivo Pogorelich: Preludium, piano, op. 28. Nr. 4, e-moll
12. Espen Jørgensen: Move Ahead – Quickly
13. Stars of the Lid: A Meaningful Moment Through a Meaning(less) Process

## Auszeichnungen (Auswahl)
- Eine Auszeichnung beim schwedischen Filmpreis Guldbagge als Bester Film und zwei Nominierungen für den Besten Hauptdarsteller und die Beste Regie
- jeweils einen Lorenspriset für Rebecka Lafrenz und Mimmi Spång
- den Kinder- und Jugendfilmpreis bei den 52. Nordischen Filmtage in Lübeck
- Preis für das beste Erstlingswerk bei den Internationalen Filmfestspielen von Berlin 2010

## Veröffentlichung
Die Weltpremiere von Sebbe war am 31. Januar 2010 auf dem Göteborg International Film Festiva und noch bevor der Film seinen schwedischen Kinostart am 12. März 2010 hatte, lief er auf der Berlinale 2010 am 16. Februar 2010. Und obwohl der Film bereits auf mehreren internationalen Filmfesten gezeigt wurde, ist keine weitere Kinoveröffentlichung außerhalb Schwedens geplant.